# فرودگاه علیگر
فرودگاه علیگر (به انگلیسی: Aligarh Airport) (به زبان بومی: अलीगढ़ एयरपोर्ट) یک فرودگاه همگانی است که یک باند فرود آسفالت دارد. این فرودگاه در شهر علیگر کشور هند قرار دارد .